# Vickie Guerrero
Vickie Lynn Benson, geborene Lara, (* 16. April 1968 in El Paso, Texas) ist eine amerikanische Wrestling-Darstellerin. Sie ist besser bekannt unter ihrem Shownamen und ehemaligen bürgerlichen Namen Vickie Guerrero. Bekannt wurde sie für ihre Zeit bei der WWE, wo sie als General Manager von SmackDown und Raw auftrat, sowie Managerin von etwa Chavo Guerrero und Dolph Ziggler war. Aktuell tritt sie als Managerin der Wrestlerin Nyla Rose bei All Elite Wrestling auf. Sie ist die Witwe des verstorbenen Wrestlers Eddie Guerrero.

## Privatleben
Guerrero heiratete Eddie Guerrero am 24. April 1990. Zusammen haben sie zwei Töchter, Shaul Marie (* 14. Oktober 1990) und Sherilyn Amber (* 8. Juli 1995). Sie ist außerdem die Stiefmutter Eddies jüngster Tochter Kaylie Marie (* 2002), diese wurde während ihrer und Eddies kurzer ehelicher Trennung geboren. Shaul Marie steht unter WWE-Vertrag und wrestlet derzeit als Raquel Diaz bei der WWE-Entwicklungsliga WWE NXT. Guerrero heiratete 2015 Kris Benson und nahm seinen Nachnamen an.

## Karriere

### World Wrestling Entertainment

#### 2005–2006
Vickie Guerrero spielte vor dem Tod ihres Mannes keine Rolle im Wrestling-Geschäft. Lediglich im Rahmen von Storylines ihres Mannes hatte sie kurze Auftritte. Am 13. November 2005 verstarb Eddie Guerrero, der bei der WWE unter Vertrag stand, überraschend infolge eines Herzfehlers in seinem Hotelzimmer in Minneapolis. Der Eigentümer der WWE, Vince McMahon, erklärte auf einer Pressekonferenz nach Eddie Guerreros Tod, dass die WWE die Familie Eddies für immer ehren werde.
Einige Monate später erschien Vickie Guerrero häufiger in den Fernsehshows der WWE, gewöhnlich innerhalb einer Storyline zwischen Chavo Guerrero, ihrem Neffen, und Rey Mysterio, einem guten Freund ihres verstorbenen Mannes, in der sie zunächst darstellte, den Streit schlichten zu wollen, später aber für Chavo Guerrero Partei ergriff. Guerrero wurde durch diese Aktion zum Heel und erschien in Folge als Managerin Chavos. Diese Rolle füllte sie auch in einer folgenden Fehde zwischen Chavo und Chris Benoit aus, die mit einer Trennung des Gespanns endete.

#### 2008–2014
Anfang 2008 formte die WWE um Guerrero und Edge herum die Gruppierung La Familia, bestehend aus Chavo Guerrero, dessen Bodyguard Bam Neely, Curt Hawkins, Zack Ryder und Edge. Im Rahmen dieser Storyline verliebten sich die damalige General-Managerin von SmackDown, Vickie Guerrero und Edge ineinander und heirateten daraufhin (Kayfabe). Dabei nutzte sie ihre Macht aus, um ihrem „Liebsten“ möglichst im Titelrennen um die World Heavyweight Championship, sowie später auch WWE Championship, zu sehen. In dieser Zeit waren Batista, CM Punk, The Undertaker, Jeff Hardy, John Cena und Triple H Fehdengegner. Bei diesen Fehden waren ebenfalls Alicia Fox und Big Show involviert.
Sie war, nachdem Stephanie McMahon von Randy Orton attackiert worden war, Interims-General-Manager von RAW. Vom 6. April 2009 bis zum 8. Juni 2009 war Guerrero die offizielle General-Managerin von Monday Night RAW und gab hierfür ihren Platz als General-Manager von SmackDown an ihren Vorgänger und ehemaligen Assistenten Theodore Long ab. Während einer Storyline mit Santina Marella wurde Guerrero zur neuen Miss Wrestlemania. Die Story endete in einem Hog Pen Match bei Extreme Rules am 7. Juni 2009, Santina Marella gewann, wurde jedoch später von Donald Trump entlassen. Einen Tag später gab sie ihren Rücktritt als General Manager von RAW bekannt und verließ die WWE, um sich mehr um ihre Kinder kümmern zu können.

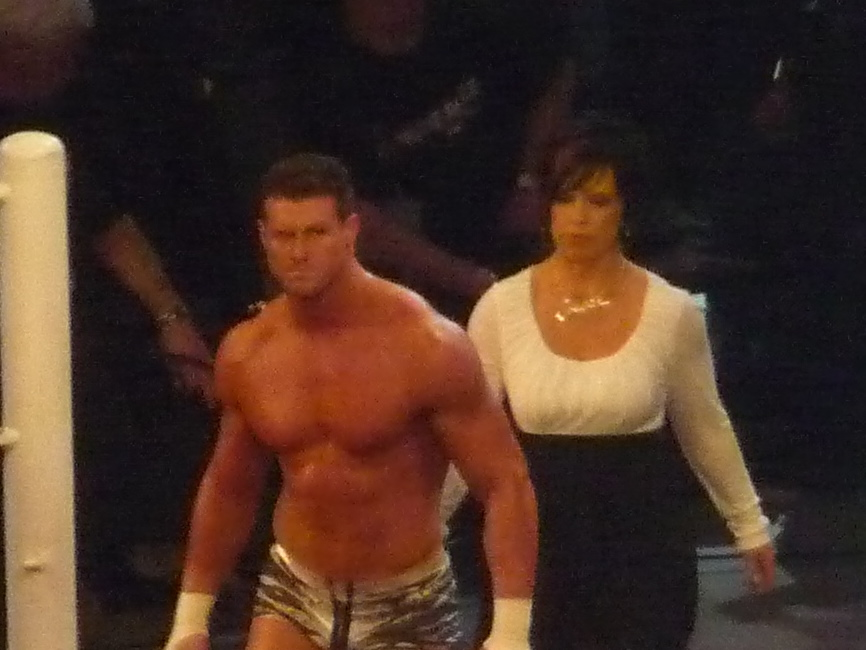
Vickie Guerrero zusammen mit
Dolph Ziggler bei RAW

Zur 10-jährigen Jubiläums-Folge von Smackdown am 2. Oktober 2009 stellte sie Teddy Long ihren neuen Freund Eric Escobar vor und kehrte als dessen Managerin zur WWE zurück. Mr. McMahon stellte Guerrero kurze Zeit später als Teddy Longs Beraterin ein, solange dieser auf Beobachtung sei. Sie beendete die Zusammenarbeit mit ihrem Freund Eric Escobar, nachdem dieser ein WWE Intercontinental Championship Match gegen John Morrison verlor. Bei WrestleMania 26 nahm sie an einem 10 Divas-Tag-Team-Match teil, und gewann dieses für ihr Team, nach einem Frogsplash zu Gedenken ihres verstorbenen Mannes Eddie Guerrero. Danach wurde sie von Januar bis Mai 2010 regelmäßig als Managerin für LayCool (Layla El & Michelle McCool) eingesetzt. Vom 7. September bis 30. November 2010 war sie der Pro bei NXT Staffel 3 von Kaitlyn, die diese Staffel gewann.
Ab Juni 2010 war Guerrero als Managerin von Dolph Ziggler tätig. Sie half Ziggler, den Intercontinental-Title von Kofi Kingston zu gewinnen. Nach dem Titelverlust an Kingston fehdete sie zusammen mit Ziggler gegen Kelly Kelly sowie Edge um die World Heavyweight Championship. Nach einer Attacke auf Teddy Long bei SmackDown war sie der agierende General Manager. Dabei ernannte sie Ziggler am 15. Februar 2011 zum neuen World Heavyweight Champion, nachdem sie Edge den Titel eigenmächtig abnahm. Nach der Rückkehr von Long wurden Guerrero und Ziggler, der den Titel am Abend der Ernennung wieder an Edge verlor, im Rahmen der Storyline gefeuert und mussten SmackDown verlassen.
Am 4. März 2011 wechselte Guerrero daraufhin zu RAW und war weiterhin an der Seite von Dolph Ziggler zu sehen. Von September 2011 bis zum 18. Juni 2012 betreute sie zudem Jack Swagger.
Am 22. Oktober 2012 wurde sie zum Managing Supervisor von RAW ernannt. Im Zuge einer Fehde mit Dolph Ziggler gegen AJ Lee und John Cena endete bei RAW am 17. Dezember 2012 nach zweieinhalb Jahren die Geschäftsbeziehung mit Ziggler.
Am 9. Juli 2013 wurde Guerrero als Managing Supervisor entlassen und von ihrem Assistenten Brad Maddox als General Manager ersetzt. Acht Tage später wurde Guerrero zum zweiten Mal dauerhafte General Managerin von SmackDown.
Am 23. Juni 2014 verlor Guerrero in einem Match gegen Stephanie McMahon, woraufhin sie innerhalb der Storyline entlassen wurde. Nach dem Match warf sie Stephanie McMahon in einen Schlamm-Pool. Dies war das erste Mal seit sieben Jahren, dass Guerrero zum Face wurde. Dies wurde als Grund benutzt, um sie aus den TV-Shows zu schreiben, da sie bereits einige Monate vorher um eine Entlassung gebeten hatte. Anfang August 2014 gab die studierte medizinische Verwaltungsfachkraft bekannt, eine Anstellung in ihrem alten Tätigkeitsbereich angenommen zu haben und für Bearbeitung von Versicherungsanträgen in einem pharmazeutischen Unternehmen zuständig zu sein.

### All Elite Wrestling

#### Seit 2020
In der Sonderausgabe Fight for the Fallen der TV-Show AEW Dynamite am 15. Juli 2020 wurde Guerrero als Managerin von Nyla Rose vorgestellt. Zuvor hatte Guerrero bereits Cameo-Auftritte für All Elite Wrestling. Zum Beispiel trat sie als Co-Kommentatorin in der AEW Dark-Ausgabe vom 17. Dezember 2019 auf.

## Kritik
Da Vickie Guerrero vor dem Tod ihres Ehemanns keinerlei Rolle im Wrestling-Geschäft gespielt hatte und ihre ersten regelmäßigen Auftritte und Storylines in der WWE mit Entwicklungen nach Eddie Guerreros Tod zusammenhingen, gab es wiederholt Kritik, sie beute dessen Tod aus und benutze ihn zu ihrer eigenen Profilierung. Die WWE erhielt für die Verarbeitung des Todes Eddie Guerreros sehr negative Kritiken. Die Fachzeitschrift Wrestling Observer verlieh der Promotion die „Auszeichnung“ „Most Disgusting Promotional Tactic“ (dt. Verabscheuungswürdigste Vermarktungstaktik), auf der Webseite WrestleCrap.com wählten die Besucher die Behandlung von Eddie Guerreros Tod durch WWE und Witwe für den „2007 Gooker Award“. Der Gooker Award ist nach einem besonders lächerlichen Wrestling-Gimmick, einem mannshohen Truthahn („Gobbledy Gooker“) benannt, das 1990 von Eddie Guerreros Bruder Hector verkörpert wurde.